# Tisbe spinulosa
Tisbe spinulosa is een eenoogkreeftjessoort uit de familie van de Tisbidae. De wetenschappelijke naam van de soort is voor het eerst geldig gepubliceerd in 1983 door Bradford & Wells.